# František Halas

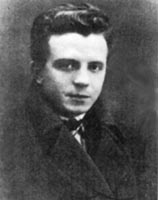
František Halas v roce 1923

František Halas (3. října 1901 Brno – 27. října 1949 Praha) byl český básník a překladatel.

## Život
František Halas se narodil v Brně, dětství prožil na Českomoravské vrchovině, konkrétně u Kunštátu (tento kraj pak líčí ve své básnické próze Já se tam vrátím). Rodiče, František Halas a Leopoldina Pelikánová, byli textilní dělníci. Jeho otec byl vězněným komunistou, což posléze ovlivnilo jeho politické smýšlení. Jeho matka byla velmi zbožná. V osmi letech ho zasáhla její smrt (Halas jako malé dítě spával s matkou v posteli, jedné noci ve spánku zemřela, právě když básník spal vedle ní) a ještě předtím mu zemřelo několik sourozenců. Po ukončení základní školy se vyučil knihkupcem. Otec ho přivedl mezi komunistickou mládež, která ho velmi ovlivnila, později (od roku 1921) pracoval pro komunistický tisk (Rovnost a Sršatec) a vydával avantgardní časopisy, na kterých spolupracoval s Bedřichem Václavkem (Pásmo a Fronta). Byl také členem brněnské pobočky Devětsilu, kterou pomáhal zakládat. Jeho tvorbu ovlivnil Jiří Mahen a pobyt ve Španělsku, kde byl v průběhu španělské občanské války. Za druhé světové války přispíval do ilegálně vydávaného Rudého práva. Byl členem revolučního výboru spisovatelů. Přes různost názorů byl jeho blízkým přítelem katolický básník Jan Zahradníček.

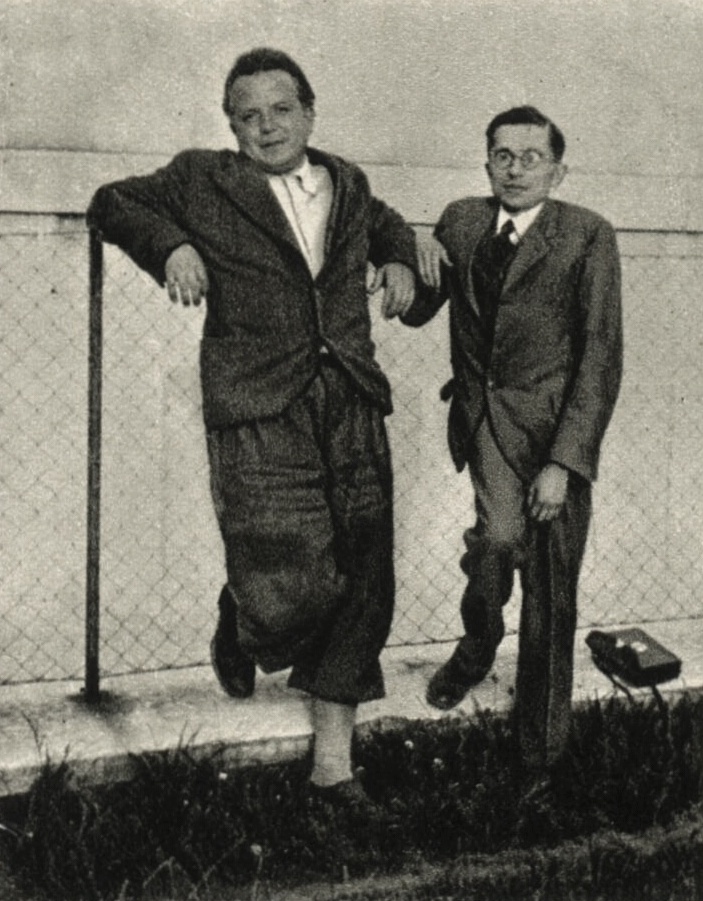
František Halas (vlevo) s Janem Zahradníčkem v roce 1933

Po roce 1945 se stal předsedou Syndikátu českých spisovatelů, pracoval na ministerstvu informací a choval se jako aktivní komunista. V letech 1945–1949 byl přednostou (3.) publikačního odboru tohoto ministerstva a byl i členem různých komisí. V letech 1945–1946 byl poslancem Prozatímního Národního shromáždění za KSČ. V parlamentu zasedal až do parlamentních voleb v roce 1946. Ještě před těmito květnovými volbami do Ústavodárného Národního shromáždění podepsal prokomunistické „Májové poselství kulturních pracovníků českému lidu!“, které podepsalo celkem 843 kulturních pracovníků a komunisté volby vyhráli. Od září 1945 do února 1948 byl členem literární sekce Společnosti pro kulturní a hospodářské styky s SSSR. V delegaci spisovatelů navštívil na podzim 1947 Polsko a Sovětský svaz. Později – především po svém návratu z návštěvy Sovětského svazu, která jím otřásla – byl novým režimem zklamán. Komunistou však zůstal a podepsal další prokomunistickou výzvu Kupředu, zpátky ni krok!; ta byla poprvé vydána dne 25. února 1948 pro podporu komunistického převratu.
Zemřel v Praze 27. října 1949 na selhání srdce. Pohřben je v Kunštátě. Jeho syny byli diplomat, církevní historik a překladatel František X. Halas a rozhlasový redaktor a publicista Jan Halas.
Roku 1997 mu byl in memoriam propůjčen Řád T. G. Masaryka II. třídy.

## Dílo
Halas psal nejdříve proletářské (ty vydával pouze časopisecky) a posléze poetistické verše (marginálně obsažené básnická sbírka Sepie). Avšak i jeho poetistické verše byly specifické a mísila se v nich poetistická radost s (pro něj typickou) melancholií. Těmto literárním směrům se však nevěnoval příliš dlouho a od třicátých let psal v duchu existenciální poezie.
Halasova poetika bývá popisována jako nelíbivá, nemelodická, Vítězslav Nezval mu vyčítal opomíjení básnického řemesla. Vyznačuje se však jazykovým experimentováním a výraznou metaforikou. Jedním pólem jeho poezie je potřeba zapojit své umění do služby celku, odtud snaha o prosté psaní a akcentování sociální problematiky, a druhým pólem je potřeba vyjádřit své intimní, niterné prožívání světa, vědomí nicotnosti člověka a tušení blízkosti smrti. Téma smrti je v jeho básních velmi časté a kořeny má nejspíše v dětství, kdy se jako velmi malý musel vyrovnat s častými úmrtími v rodině. Často a v odvážných polohách se v jeho básních objevují erotické motivy, opakovaně se také vrací motivy slova, řeči, poezie.

### Poezie
- Sepie (1927) – Ačkoli se v řadě popularizačních zdrojů či školních učebnicích uvádí, že se jedná o poetistickou sbírku, není to pravda. Ve skutečnosti jde o nedorozumění, hravost poetismu se v Sepii vyskytuje jen zcela minimálně a ostře kontrastuje s typicky halasovskými motivy smrti, zániku, rozkladu; už v básníkově prvotině sledujeme myšlenkový i stylistický zápas o vlastní básnický výraz, nikoliv přitakávání poetistické laškovnosti se slovy a opojení lidovými zábavami, naopak z veršů čiší atmosféra skepse, podtržená křečovitostí básnické dikce a úmyslnými disonancemi.
- Kohout plaší smrt (1930) – hlavním motivem sbírky je smrt (naturalisticky zobrazována) a prázdnota. Nosným tématem sbírky je vidina života jako chaosu a snaha o nalezení východiska z bezútěšnosti.
- Tvář (1930, od 1940 spolu s Hořcem a Tiše) – tato sbírka není tolik expresivní, je intimnější a vroucnější, např. smrt zde není zobrazována tolik naturalisticky a verše jsou melodičtější.
- Thyrsos (1932), soukromý tisk v počtu 130 kusů, erotické básně
- Hořec (1934) – k výše zmiňované charakteristice se přidává barokní konstrukce verše.
- Staré ženy (1935) – sugestivní litanické líčení osudu starých žen, vystavěné na řetězcích metafor a refrénech. Toto dílo nicméně označil S. K. Neumann v dopise Bedřichu Václavkovi za maloměšťácké a za projev Halasova „kňouravého pesimismu“, dokonce ho to vedlo k napsání polemické básně Staří dělníci.
- Dělnice – reakce na Neumannovy Staré dělníky; spojuje vzpomínku na předčasně zemřelou matku s typickým osudem dělnic.
- Dokořán (1936) – antifašistická sbírka
- Torzo naděje (1938) – emotivní reakce na mnichovskou dohodu a marnou československou mobilizaci, která má čtenáře vyburcovat a posílit jeho víru a vzdor. Staví se proti Spojenému království a Francii, které podle něj zavinily Mnichovskou dohodu. Označuje je za zrádce a volá po odplatě. Nejznámější básně sbírky:
  - Praze
  - Zpěv úzkosti
  - Mobilizace
- Naše paní Božena Němcová (1940) – oslavný cyklus básní ke 120. výročí narození Boženy Němcové. Tragický osud Boženy Němcové je zde paralelou k situaci českého národa.
- Ladění (1942), básně z let 1937–1941, ve sbírce se objevuje též oddíl veršů pro děti.
- Barikáda (1945), reakce na konec války
- Já se tam vrátím (1939, vydáno 1947) – o kraji Halasova mládí (Kunštát, Českomoravská vrchovina). Jedná se o lyrizovanou prózu.
- V řadě (1948)
- A co? (vydáno 1957, v době tzv. Tání) – zklamání z vývoje po únoru 1948 i tušení vlastní smrti vedly ke změně autorovy poetiky. Všechny básně sbírky se vyznačují syrovostí, snahou o maximální úspornost, sevřenost. Reakce na poválečný vývoj se objevují jen v náznaku, který umožňuje autorovi jeho obrazy zobecnit a vyslovit obavy o osud nejen českého národa, ale celé civilizace. Objevují se autobiografické motivy, úvahy o smyslu a možnostech poezie, závěrečná báseň A co básník vyslovuje básníkovo krédo.
- Potopa – dlouhodobý básnický projekt, který zůstal nedokončen.
- Hlad – dlouhodobý básnický projekt, který zůstal nedokončen.
- Španělský podzim Františka Halase: Fakta a dokumenty (vydáno posmrtně v roce 1959) – básně z cest

Necelé tři měsíce po smrti Halase zaútočil na Halasovo dílo komunistický kritik Ladislav Štoll. Stalo se tak na konferenci o socialistické poezii, která se uskutečnila v Obecním domě dne 22. ledna 1950. Jednání řídil Jan Drda. Štollův referát odsoudil Halasovo dílo a byl platným hodnotícím soudem až do konce 50. let, kdy mohla konečně vyjít Halasova poslední sbírka A co? i první úplný soubor jeho básnických knih (obojí 1957).
V roce 1968 začaly vycházet kriticky připravené sebrané spisy, na jejich pořádání se podílel básníkův syn František X. Halas, literární historik Jiří Brabec a básník a překladatel Ludvík Kundera. Krom textů publikovaných za básníkova života se ve spisech objevuje množství rukopisného materiálu. První svazek nese název Krásné neštěstí a shrnuje tvorbu do roku 1933. Další svazek, Časy (léta 1934–1941) vyšel až roku 1981. Závěrečnou etapu básníkovy tvorby shrnuje svazek A co básník z roku 1983. Krom básnické tvorby se do spisů dostalo i sebrání Halasových textů o literatuře (Imagena, 1971) a výtvarném umění (Obrazy, 1968). V roce 2001 byl v rámci spisů vydán výbor z básníkovy korespondence (Dopisy).

### Překlady
Halas rovněž překládal za jazykové spolupráce s dalšími autory:
- z polštiny (spolupráce Josef Matouš): Adam Mickiewicz, Juliusz Słowacki
- z ruštiny (spolupráce Ladislav Fikar, František Hrubín, Pavel Eisner): Alexandr Sergejevič Puškin
- z maďarštiny (spolupráce Vilém Závada): Endre Ady
- další překlady z bulharštiny, slovinštiny a srbochorvatštiny.

## Galerie

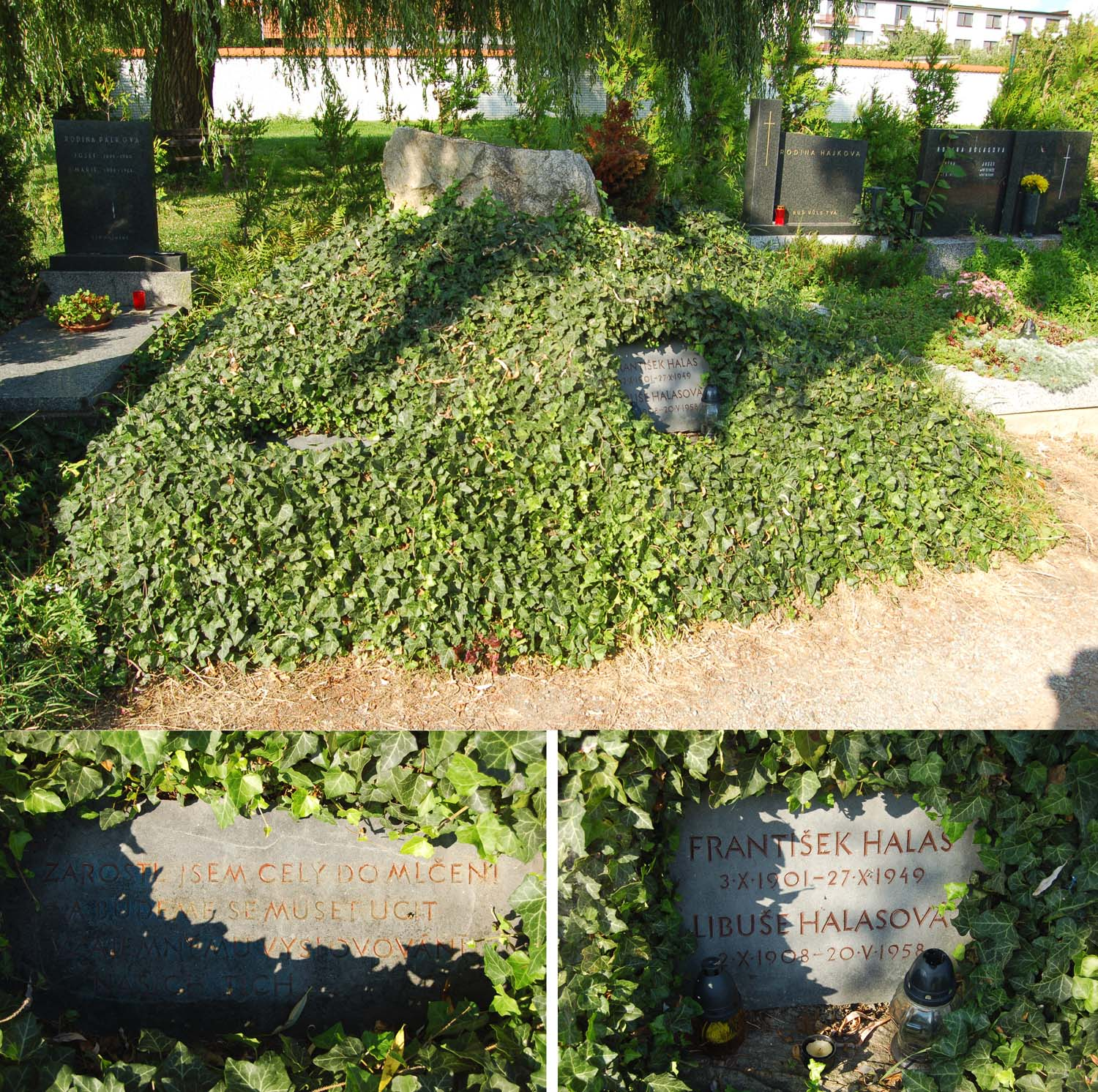
Hrob Františka Halase v Kunštátě
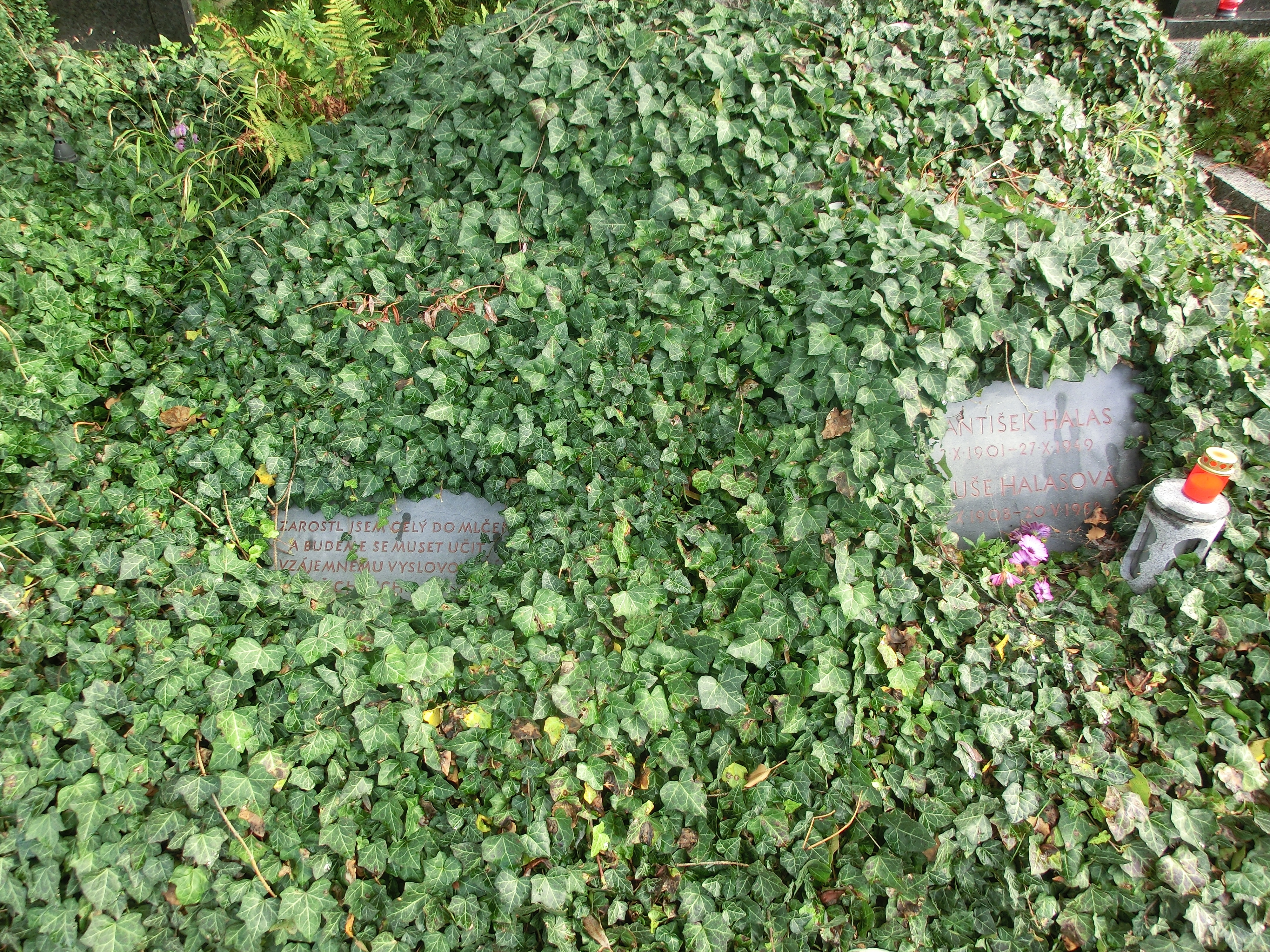
František Halas, hrob na hřbitově v Kunštátě
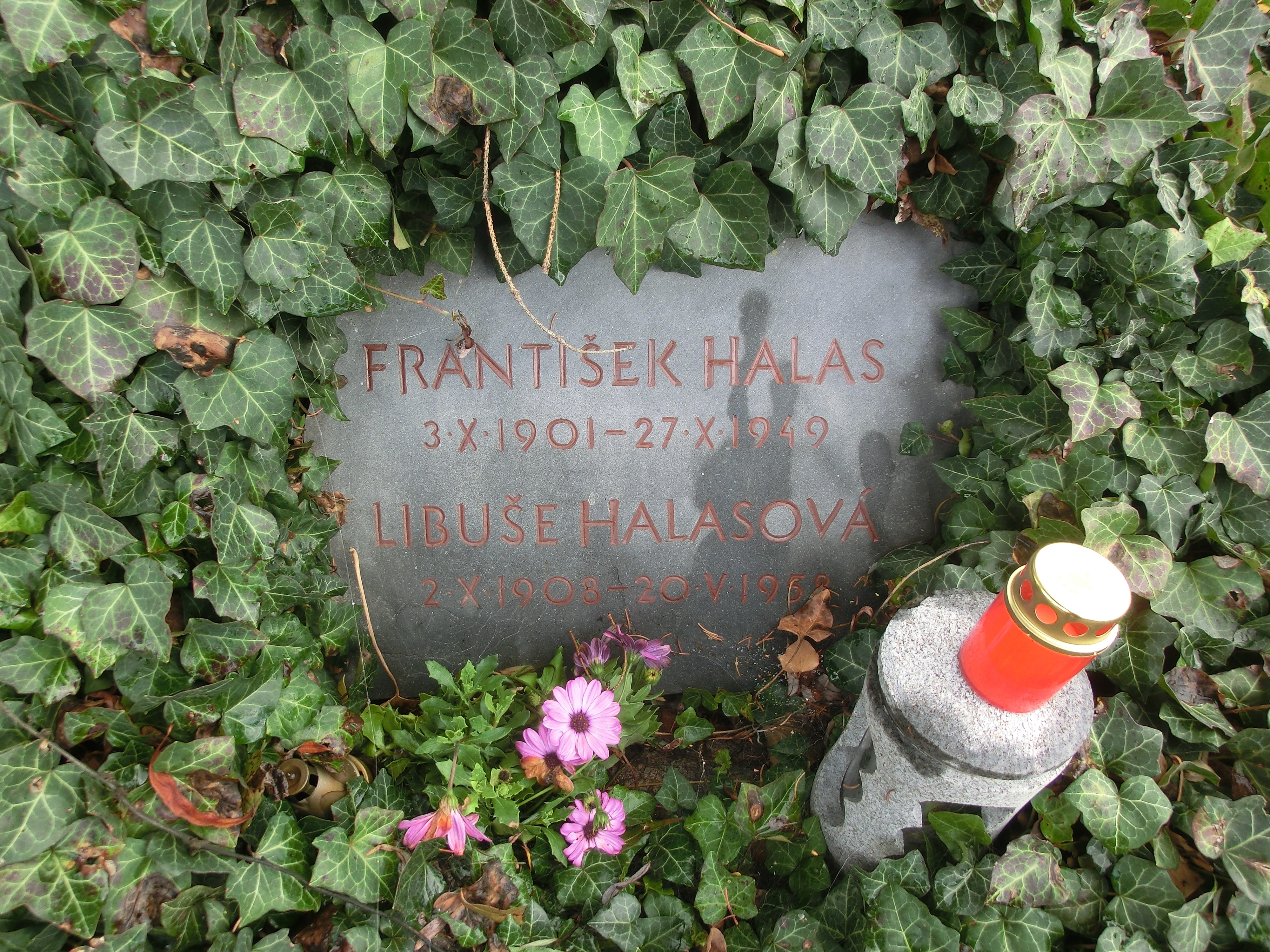
Detail náhrobního kamene
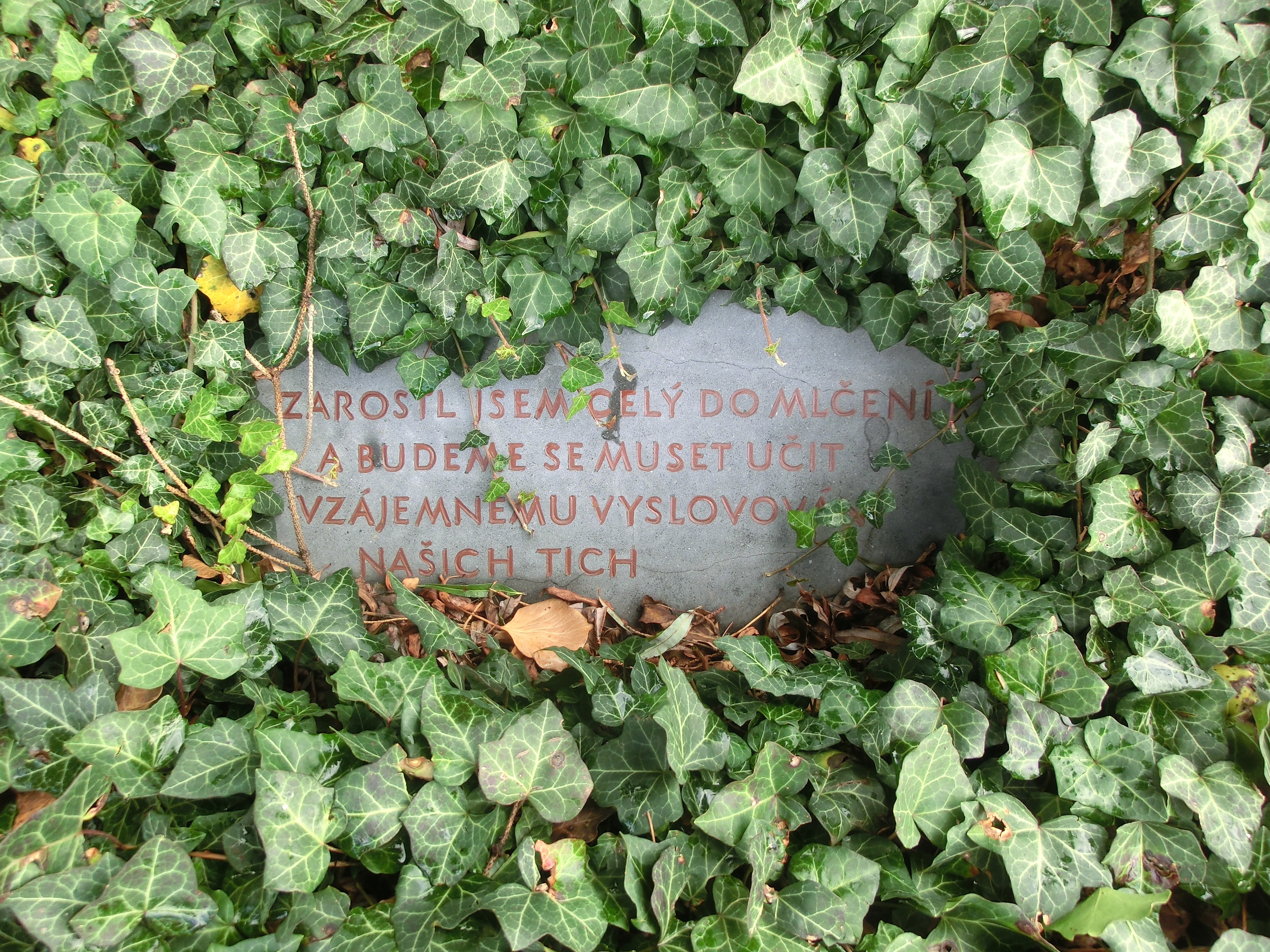
Detail nápisu na hrobě
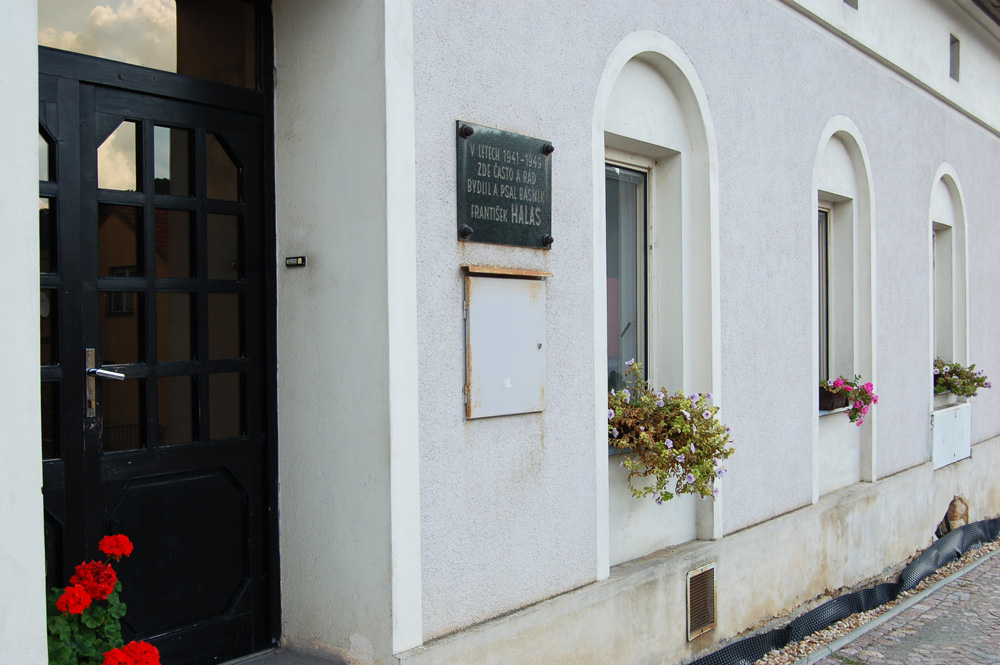
Dům Františka Halase v Kunštátě